# Suzdalj
Suzdalj (rus. Суздаль) je ruski grad u Vladimirskoj oblasti. 
Nalazi se na oko 220 km sjeveroistočno od Moskve i 26 km sjeverno od grada Vladimira na rijeci Kamenki. Ovaj grad s 10.535 stanovnika pripada u najstarije gradove Rusije i dio je Zlatnoga prstena gradova.
Arheološki nalazi govore da je na ovom mjestu postojala gradina još u 9. stoljeću, a prvi zapis o njemu potječe iz 1024. Početkom 12. stoljeća ovdje je podignut kremlj (tvrđava). U narednim stoljećima više je puta uništavana i obnavljana. Gradska katedrala Rođenja Bogorodice podignuta je u vremenu 1222. – 1235. i do danas je očuvana u svoje prvobitnom obliku.
U 14. stoljeću, Suzdalj je pokušao u savezu s Nižnjim Novgorodom osigurati nezavisnost od Velike Kneževine Moskve, ali su 1392. poraženi. Time je Suzdalj prestao biti političko središte. Ipak, nastavio je biti religijsko središte. Ovdje su od 13. do 17. stoljeća podignute mnoge crkve i manastiri (Aleksandrovski, Pokrovski).
U Staljinovo vrijeme ovaj stari manastirski kompleks služio je kao zatvor u kojem je, između ostalih, likvidiran i Đuro Cvijić, nekadašnji generalni sekretar KPJ.

### Mrežna mjesta
- Suzdal fotografije